# Лапис, Ирма Александровна
Лапис Ирма Александровна (18 сентября 1927 г., Ленинград — 20 января 2004 г., Санкт-Петербург) — советский российский искусствовед, востоковед-египтолог, заведующая сектором Древнего Востока Государственного Эрмитажа, специалист по древнеегипетской скульптуре.

## Биография
Ирма Александровна Лапис родилась 18 сентября 1927 года в Ленинграде.
В 1946 году поступила на незадолго до этого воссозданный восточный факультет Ленинградского государственного университета. Здесь её учителями были Д. А. Ольдерроге, В. В. Струве, Б. Б. Пиотровский. После окончания университета с 1951 года была научным сотрудником Государственного Эрмитажа. В 1961—1980 годах являлась заведующей сектором Древнего Востока.
В 1977—1978 годах являлась организатором и куратором выставки «Скульптура столиц и провинций древнего Египта» в Эрмитаже.
Похоронена на кладбище Санкт-Петербургского крематория.

## Научная деятельность
Сфера научных интересов — искусство Древнего Египта и, прежде всего, скульптура. Как научный сотрудник Эрмитажа и хранитель египетской коллекции занималась подготовкой и публикацией альбомов репродукций египетских древностей из эрмитажного собрания, продолжала совместно с Натальей Борисовной Ланда работу по изданию древнеегипетских стел, начатую И. М. Лурье.
Работа «Древнеегипетская скульптура в собрании Государственного Эрмитажа: Материалы и исследования» (1969), написанная совместно с М. Э. Матье, содержит описание большой подборки древнеегипетских памятников из собрания Государственного Эрмитажа.
В работе «Памятники искусства Древнего Египта в Эрмитаже» (1974) (соавтор Н. Б. Ланда) описывается история формирования древнеегипетской коллекции Эрмитажа, а также развитие египтологии и интереса к египетскими древностям в России, начиная с появления первых памятники в XVIII веке в коллекции Екатерины II. Научный подход к созданию коллекций возобладал в первой половине XIX столетия, когда в 1825 году при Академии наук в Петербурге был образован «Египетский Музеум» и начали заполняться его фонды. В 1862 году собрание Академии наук было передано в Эрмитаж. В дальнейшем коллекция пополнялась из других собраний, а во времена участия Советской археологической экспедиции в раскопках на территории Египта и из археологических раскопов.

### Основные работы
- Саркофаг Маху, земледельца дома Амона (из собрания Музея изобразительных искусств им. А. С. Пушкина) // Вестник древней истории — 1956 — № 4 — С. 157—180.
- Статуя Арсинои II // Сообщения Государственного Эрмитажа. Вып. 11. Л., 1957. С. 49—52.
- Новые данные о гиксосском владычестве в Египте // Вестник древней истории — 1958 — № 3 — С. 97—106.
- Фаянсовая подвеска птолемеевского времени // Сообщения Государственного Эрмитажа. Вып. 16. Л., 1959. С. 50—52.
- К вопросу о последовательности правления гиксосских царей в древнем Египте // Вестник древней истории. 1959. № 1. С. 84—88.
- Культура и искусство древнего Египта // В глубь веков. Л., 1961. С. 67—86.
- Источники по древнеегипетскому налогообложению времен Нового царства I—III. Публикации, перевод и комментарии // Вестник древней истории. 1961. № 2. С. 179—260; № 3. С. 169—220; № 4. С. 191—219 (совм. с И. М. Лурье).
- Частный скульптурный портрет в Фивах времени XXV — начала XXVI династии // Вестник древней истории. 1966. № 3. С. 105—112.
- Древнеегипетская скульптура в собрании Государственного Эрмитажа: Материалы и исследования. М.: ГРВЛ, 1969. 242 с. (совм. с М. Э. Матье).
- Статуэтка жреца Ирефоэнхапи и саисская формула // Труды Государственного Эрмитажа. Т. 10. Культура и искусство народов Востока. Вып. 7. Л., 1969. С. 42—47.
- Памятники искусства древнего Египта в Эрмитаже. Л.: Аврора, 1974. 18 с. (совм. с Н. Б. Ланда)
- Скульптура столиц и провинций древнего Египта: Путеводитель по выставке. Л.: Аврора, 1977. 20 с. (совм. с Н. Б. Ланда)
- Бронзовая ситула из коллекции Эрмитажа // Культура Востока: Древность и раннее средневековье. Л., 1978. С. 15—18
- Культура древнего Египта // История древнего мира. М., 1982. С. 258—277.
- Культура древнего Египта // История Востока. Т. 1. М., 1997[1].